# Tiro nos Jogos Olímpicos de Verão de 2016 - Fossa olímpica masculino
A prova da fossa olímpica masculina do tiro nos Jogos Olímpicos de Verão de 2016 decorreu a 7 e 8 de agosto no Centro Nacional de Tiro.

## Formato da competição
O evento dividiu-se em duas rondas. Na qualificação cada atirador disparou a cinco conjuntos de 25 alvos na carreira de tiro: 10 lançados da esquerda, 10 da direita e cinco aparecendo de frente. Puderam disparar duas vezes para cada alvo.
Os seis melhores foram disputar a ronda final, onde dispararam a mais 15 alvos, só com uma tentativa para cada. A pontuação total determinou a classificação final, havendo ainda um shoot-off para desempatar. Nesta fase, foi disparado um tiro de cada vez até o empate se desfazer.

## Medalhistas
O croata Josip Glasnović foi medalha de ouro ao superar Giovanni Pellielo, prata pela Itália. O britânico Edward Ling levou a melhor na disputa pelo bronze contra David Kostelecký (República Checa).
| Ouro   | CRO Josip Glasnović   |
| Prata  | ITA Giovanni Pellielo |
| Bronze | GBR Edward Ling       |

## Recordes
Antes do evento, estes eram os recordes olímpicos e mundiais:
| Qualificação     | Qualificação      | Qualificação | Qualificação | Qualificação        | Qualificação |
| Tipo             | Atirador          | Pontos       | Local        | Data                |              |
| ---------------- | ----------------- | ------------ | ------------ | ------------------- | ------------ |
| Recorde mundial  | Giovanni Pellielo | 125          | Nicósia      | 1 de abril de 1994  |              |
| Recorde olímpico | Michael Diamond   | 125          | Londres      | 6 de agosto de 2012 |              |

## Resultados

### Qualificação
Estes foram os resultados da fase qualificatória:
| Pos. | Atirador              | País                                | 1  | 2  | 3  | Dia 1 | 4  | 5  | Total | Shoot-off | Notas |
| ---- | --------------------- | ----------------------------------- | -- | -- | -- | ----- | -- | -- | ----- | --------- | ----- |
| 1    | Giovanni Pellielo     | ITA Itália                          | 24 | 25 | 24 | 73    | 24 | 25 | 122   |           | Q     |
| 2    | Edward Ling           | GBR Grã-Bretanha                    | 24 | 24 | 25 | 73    | 23 | 24 | 120   |           | Q     |
| 3    | Josip Glasnović       | CRO Croácia                         | 25 | 22 | 25 | 72    | 25 | 23 | 120   |           | Q     |
| 4    | Ahmed Kamar           | EGY Egito                           | 23 | 23 | 24 | 70    | 24 | 25 | 119   |           | Q     |
| 5    | David Kostelecký      | CZE República Checa                 | 23 | 25 | 24 | 72    | 23 | 23 | 118   |           | Q     |
| 6    | Massimo Fabbrizi      | ITA Itália                          | 25 | 25 | 25 | 75    | 21 | 22 | 118   |           | Q     |
| 7    | Alexey Alipov         | RUS Rússia                          | 21 | 22 | 25 | 68    | 24 | 25 | 117   |           |       |
| 8    | Khaled Al-Mudhaf      | IOA Atletas Olímpicos Independentes | 24 | 24 | 22 | 70    | 22 | 25 | 117   |           |       |
| 9    | Giovanni Cernogoraz   | CRO Croácia                         | 23 | 21 | 23 | 67    | 25 | 24 | 116   |           |       |
| 10   | Maxime Mottet         | BEL Bélgica                         | 23 | 22 | 23 | 68    | 24 | 24 | 116   |           |       |
| 11   | Vesa Törnroos         | FIN Finlândia                       | 22 | 23 | 24 | 69    | 24 | 23 | 116   |           |       |
| 12   | Adam Vella            | AUS Austrália                       | 24 | 22 | 23 | 69    | 21 | 25 | 115   |           |       |
| 13   | Yavuz İlnam           | TUR Turquia                         | 24 | 23 | 24 | 71    | 20 | 24 | 115   |           |       |
| 14   | Abdulrahman Al-Faihan | IOA Atletas Olímpicos Independentes | 24 | 23 | 20 | 67    | 25 | 23 | 115   |           |       |
| 15   | Roberto Schmits       | BRA Brasil                          | 24 | 24 | 23 | 71    | 21 | 23 | 115   |           |       |
| 16   | Manavjit Singh Sandhu | IND Índia                           | 23 | 23 | 22 | 68    | 25 | 22 | 115   |           |       |
| 17   | Alberto Fernández     | ESP Espanha                         | 24 | 23 | 22 | 69    | 25 | 21 | 115   |           |       |
| 18   | Marian Kovačocý       | SVK Eslováquia                      | 24 | 21 | 22 | 67    | 23 | 24 | 114   |           |       |
| 19   | Kynan Chenai          | IND Índia                           | 22 | 23 | 22 | 67    | 24 | 23 | 114   |           |       |
| 20   | Eduardo Lorenzo       | DOM República Dominicana            | 22 | 22 | 24 | 68    | 24 | 22 | 114   |           |       |
| 21   | Erik Varga            | SVK Eslováquia                      | 23 | 23 | 23 | 69    | 24 | 21 | 114   |           |       |
| 22   | Boštjan Maček         | SLO Eslovênia                       | 22 | 22 | 22 | 66    | 24 | 23 | 113   |           |       |
| 23   | Glenn Kable           | FIJ Fiji                            | 23 | 22 | 22 | 67    | 22 | 23 | 112   |           |       |
| 24   | Abdel-Aziz Mehelba    | EGY Egito                           | 23 | 20 | 23 | 66    | 24 | 22 | 112   |           |       |
| 25   | Yang Kun-pi           | TPE Taipé Chinês                    | 23 | 21 | 20 | 64    | 22 | 24 | 110   |           |       |
| 26   | Mitchell Iles         | AUS Austrália                       | 20 | 23 | 22 | 65    | 22 | 23 | 110   |           |       |
| 27   | Danilo Caro           | COL Colômbia                        | 25 | 21 | 21 | 67    | 21 | 22 | 110   |           |       |
| 28   | Francisco Boza        | PER Peru                            | 22 | 20 | 20 | 62    | 24 | 23 | 109   |           |       |
| 29   | Erdinç Kebapçı        | TUR Turquia                         | 24 | 18 | 24 | 66    | 22 | 20 | 108   |           |       |
| 30   | Mohamed Ramah         | MAR Marrocos                        | 22 | 18 | 24 | 64    | 21 | 21 | 106   |           |       |
| 31   | Fernando Borello      | ARG Argentina                       | 21 | 22 | 18 | 61    | 21 | 23 | 105   |           |       |
| 32   | Stefano Selva         | SMR San Marino                      | 23 | 20 | 14 | 57    | 22 | 23 | 102   |           |       |
| 33   | João Paulo de Silva   | ANG Angola                          | 21 | 18 | 22 | 61    | 18 | 19 | 98    |           |       |

### Semifinal
Estes foram os resultados da fase semifinal:
| Pos. | Atirador          | País                | Total | Shoot-off | Notas               |
| ---- | ----------------- | ------------------- | ----- | --------- | ------------------- |
| 1    | Josip Glasnović   | CRO Croácia         | 15    |           | Disputa pelo ouro   |
| 2    | Giovanni Pellielo | ITA Itália          | 14    |           | Disputa pelo ouro   |
| 3    | David Kostelecký  | CZE República Checa | 13    |           | Disputa pelo bronze |
| 4    | Edward Ling       | GBR Grã-Bretanha    | 12    | +3        | Disputa pelo bronze |
| 5    | Ahmed Kamar       | EGY Egito           | 12    | +2        |                     |
| 6    | Massimo Fabbrizi  | ITA Itália          | 11    |           |                     |

### Finais
Estes foram os resultados das disputas pelas medalhas:
| Pos.              | Atirador          | País                | Total | Shoot-off | Notas |
| ----------------- | ----------------- | ------------------- | ----- | --------- | ----- |
| Medalha de ouro   | Josip Glasnović   | CRO Croácia         | 13    | +4        |       |
| Medalha de prata  | Giovanni Pellielo | ITA Itália          | 13    | +3        |       |
| Medalha de bronze | Edward Ling       | GBR Grã-Bretanha    | 13    |           |       |
| 4                 | David Kostelecký  | CZE República Checa | 9     |           |       |

Legenda
| Recorde mundial      | Recorde mundial (World record)               |                       | Recorde africano                      | Recorde africano (African) |                                           | Q | Classificado por posição (Qualified) |
| Recorde olímpico     | Recorde olímpico (Olympic record)            | Recorde da América    | Recorde da América (Americas)         | q                          | Classificado por melhor tempo (Qualified) |   |                                      |
| Melhor marca do ano  | Melhor marca do ano (World leading)          | Recorde asiático      | Recorde asiático (Asian)              | DNS                        | Não largou (Did not start)                |   |                                      |
| Recorde nacional     | Recorde nacional (National record)           | Recorde europeu       | Recorde europeu (European)            | DNF                        | Não terminou (Did not finish)             |   |                                      |
| Recorde pessoal      | Recorde pessoal do atleta (Personal best)    | Recorde da Oceania    | Recorde da Oceania (Oceania)          | DSQ / DQ                   | Desclassificado (Disqualified)            |   |                                      |
| Recorde da temporada | Recorde da temporada do atleta (Season best) | Recorde sul-americano | Recorde sul-americano (South America) | NM                         | Sem marca (No mark)                       |   |                                      |